# Casa da Farnesina

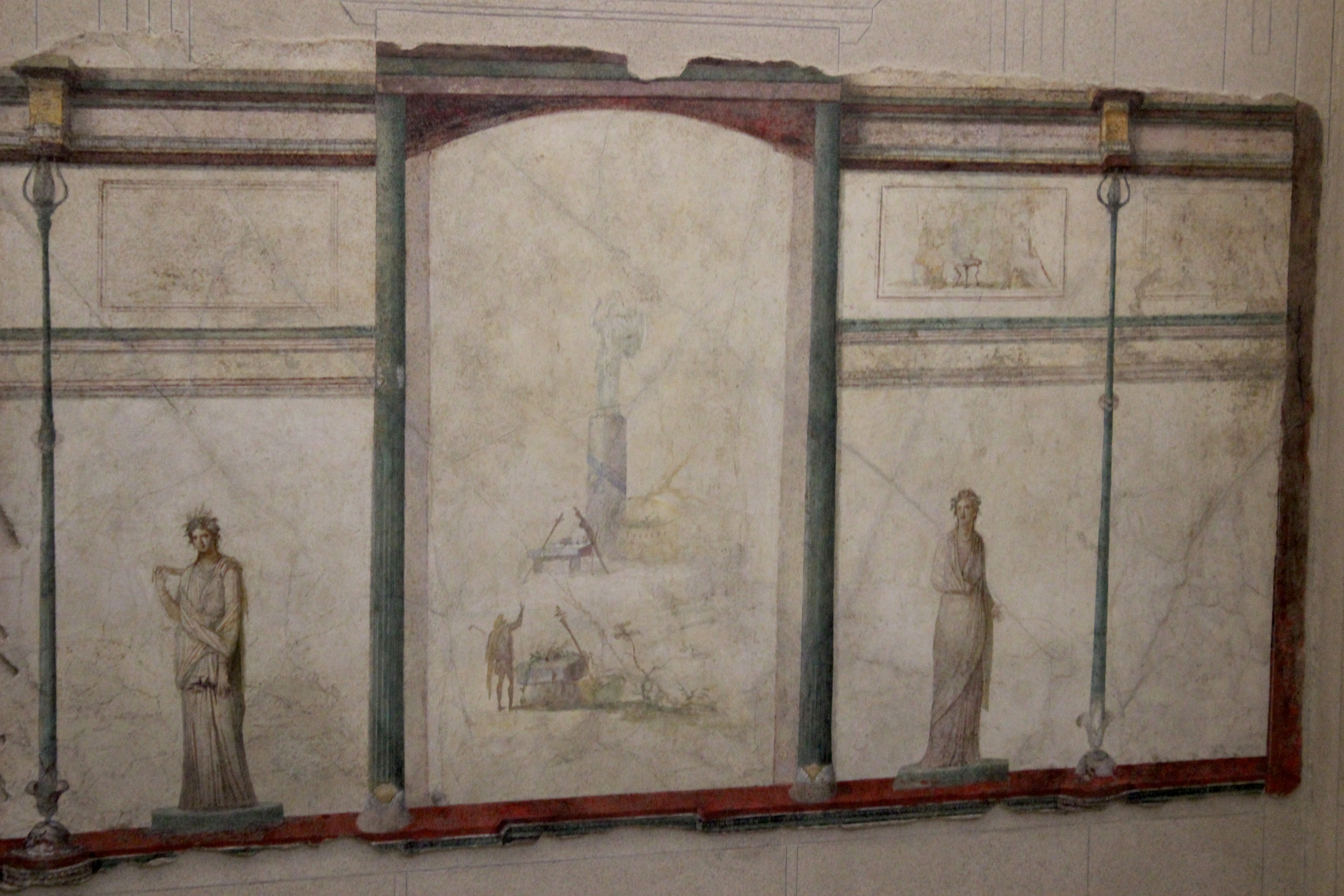
Afrescos do cubículo "E".

Casa da Farnesina (em italiano:  Casa della Farnesina) é uma residência aristocrática antiga de Roma localizada no Trastevere, parcialmente sob os jardins da Villa Farnesina, de quem emprestou seu nome moderno. A casa tem uma planta bastante complexa e uma extraordinária e bem preservada coleção de pinturas murais nas paredes.

## História
A casa foi descoberta por acasa durante as escavações para a construção dos aterros nas margens do Tibre em 1880. Até o momento, só foi possível a metade da propriedade sob a Villa Farnesina; a outra ainda permanece desconhecida abaixo de várias construções na Via della Lungara. Entre as hipóteses de quem seria o proprietário desta residência urbana está a de que ela teria sido construída para as bodas de Júlia, filha de Augusto, e Marco Vipsânio Agripa no final do século I a.C..

## Descrição
A estrutura está orientada num eixo nordeste-sudoeste às margens do Tibre, com este eixo centrado numa grandiosa êxedra de frente para o rio. Esta estrutura era suportada por três muros concêntricos, com contrafortes no exterior que continuavam também para além dos pórticos de frente para rio nos corpos avançados laterais (ou pelo menos do lado direito, que já foi escavado). O lado de frente para o Trastevere era ocupado por um longo criptopórtico com uma abóbada assentada em pilastras. Além dele, na estrada, estava uma longa fileira de pequenos ambientes para lojas e armazéns.
A parte central da casa tinha ainda um pequeno pátio, para o qual se abriam dois cubículos e uma sala (oecus). Para a êxedra se abria um outro cubículo de verão. O restante do corpo avançado esquerdo era ocupada por salas de menor prestígio e alguns pátios descobertos.
A villa pode ser comparada com a Villa dos Mistérios de Pompeia ou com os Jardins de Lúculo em Roma, nos quais se percebe um gosto cenográfico de matriz helenística, especialmente na disposição das estruturas de frente para o mar ou para um vale (neste caso, um rio) e também pela planta com uma êxedra circundada por quartos. Esta mesma estrutura também pode ser vista em diversas pequenas pinturas de paisagens de Pompeia.

## Pinturas
As pinturas e os estuques da casa foram destacados durante as escavações e estão hoje no Museu Nacional Romano (na seção abrigada no Palazzo Massimo alle Terme), apesar de frequentemente eles estarem emprestados para exposição ao redor do mundo.

### Sala Negra (Sala Nera)
Entre os recintos da casa está uma grande sala originalmente decorada com pinturas sobre um fundo negro em campos murais divididos por estreitas colunas pintadas conhecida como triclínio "C" ou "Sala Nera". Embaixo, um plinto decorado com motivos em meandros. Particularmente interessante é o afresco com cenas egípcias, provavelmente centrado no tema do juiz justo, possivelmente um texto literário desconhecido, talvez uma novela alexandrina. A cena está dividida em duas partes: a primeira mostra o nascimento da controvérsia e na segunda, o julgamento justo e verdadeiro.
O fundo monocromático e a função puramente decorativa do maravilhoso cenário arquitetônico posiciona permite identificar esta pintura com o Terceiro Estilo, anti-barroco, com as paredes concebidas de forma unitária e não como apenas um pretexto para jogos de perspectivas. O motivo egípcios era muito popular no século I a.C., especialmente depois da conquista do Egito em 31 a.C..

### Cubículo "B"
No chamado "Cubículo B" havia uma parede de fundo com pinturas bem conservadas. Uma assinatura na parede revela o nome de um dos pintores do ateliê que realizou a decoração, Seleukos, de origem síria. A parede está verticalmente dividida em três painéis segundo um esquema costumeiro, mas não há nenhuma perspectiva ilusionística típica do Segundo Estilo. O painel central representa um santuário com um quadro que não alude à paisagem de fundo. Embaixo está um plinto e painéis com fundo vermelho; dos lados, o painel central está decorada por um tímpano e os laterais são pronunciados com dois corpos para onde se abrem nichos e pequenos recintos. Também dos lados, o painel central apresenta um fundo escuro no qual se destacam vitórias aladas e se percebe levemente uma colunata em perspectiva.
A cena do painel central é um episódio da infância de Dionísio baseado num original grego do século IV a.C. enquanto que os dois quadros laterais, suportados por pequenos gênios femininos alados, são cenas de um gineceu desenhado em estilo arcaico sobre um fundo branco baseado num original do século V a.C.. É notável o elemento eclético da decoração: grandes superfícies de cores e uma moldura arquitetônica estreita típica do Terceiro Estilo, decorações acessórias neoática (gênios, vitórias, acrotérios, colheitas) e quadros clássicos reproduzidos em grandes dimensões. Tudo isto permitiu datar as pinturas na década de 20 a.C..

### Pinturas de jardins
Da Casa da Farnesina são originários dois fragmentos de pinturas de jardins poucos anos mais recentes do que os exemplares mais conhecidos em Roma neste gênero, os afrescos do ninfeu subterrâneo da Casa de Lívia (40-20 a.C.). São duas fontes de mármore em forma de vaso sobre um leito de folhas e cercado por recessos de uma cerca de juncos.

## Estucos
Os cubículos "B", "D" e "E" eram cobertos por abóbadas de berço decoradas com estuques, atualmente destacados e preservados no Palazzo Massimo. A decoração era organizada em zonas menores e maiores de forma quadrada, retangular e ondulada, com bordas compostas de ligeiras kymatia. As zonas menores apresentam motivos de característica arcaicista ou grotescos (vitórias, cupidos, grifos, arimaspos, candelabros, volutas) e as maiores, com paisagens idílicas ("B", "D" e canto do "E"), ciclos de cenas dionísicos (cantos do "B" e "D") e cenas do mito de Fetonte (centro de "E").
No "D", é particularmente importante o painel central com a cena de uma iniciação dionísica, com um sileno no ato de realizar a mystica vannus na presença de uma criança com a cabeça coberta, do iniciado, de uma senhora patrocinadora e de um servo. O fundo é essencial, com um plátano (possivelmente dionísico), um pilar (à esquerda) e uma cena com cortinas (à direita). Estas cenas são testemunhas da tendência que também estavam ocorrendo na pintura, como o estreitamento dos elementos e o rareamento da composição. Atenção particular foi dada à disposição simétrica e à realização dos detalhes apesar do relevo baixíssimo, testemunha do nível alcançado pela arte augustana neste tipo de decoração.

## Galeria

Decoração da Casa da Farnesina
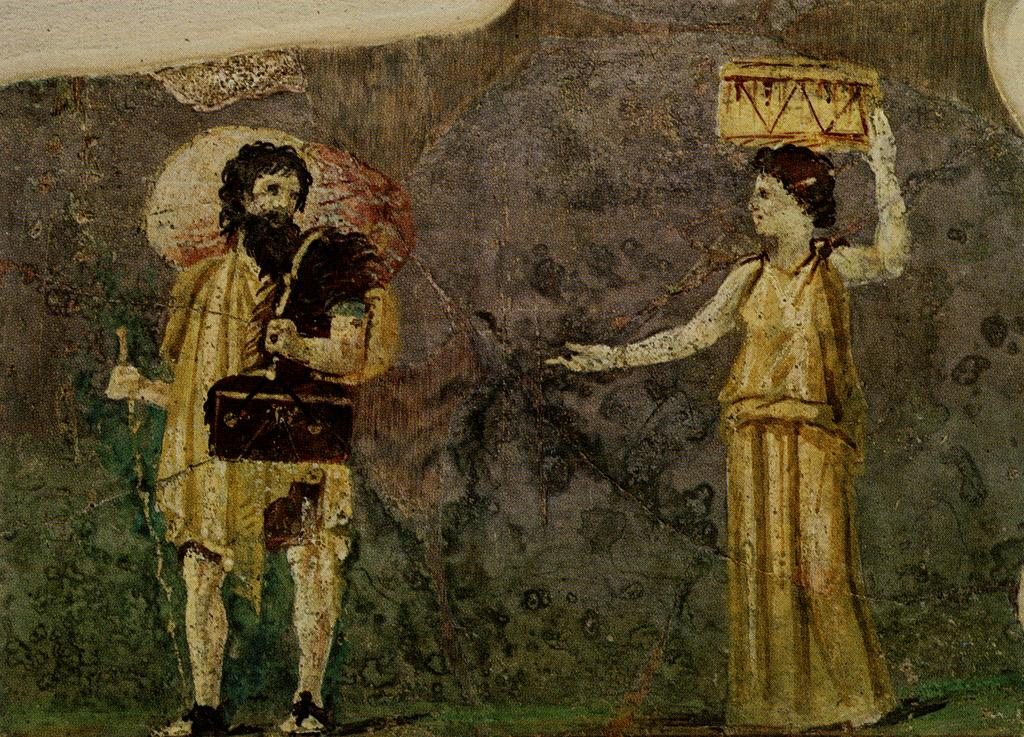
"Crates e Hipárquia", corredor "A".
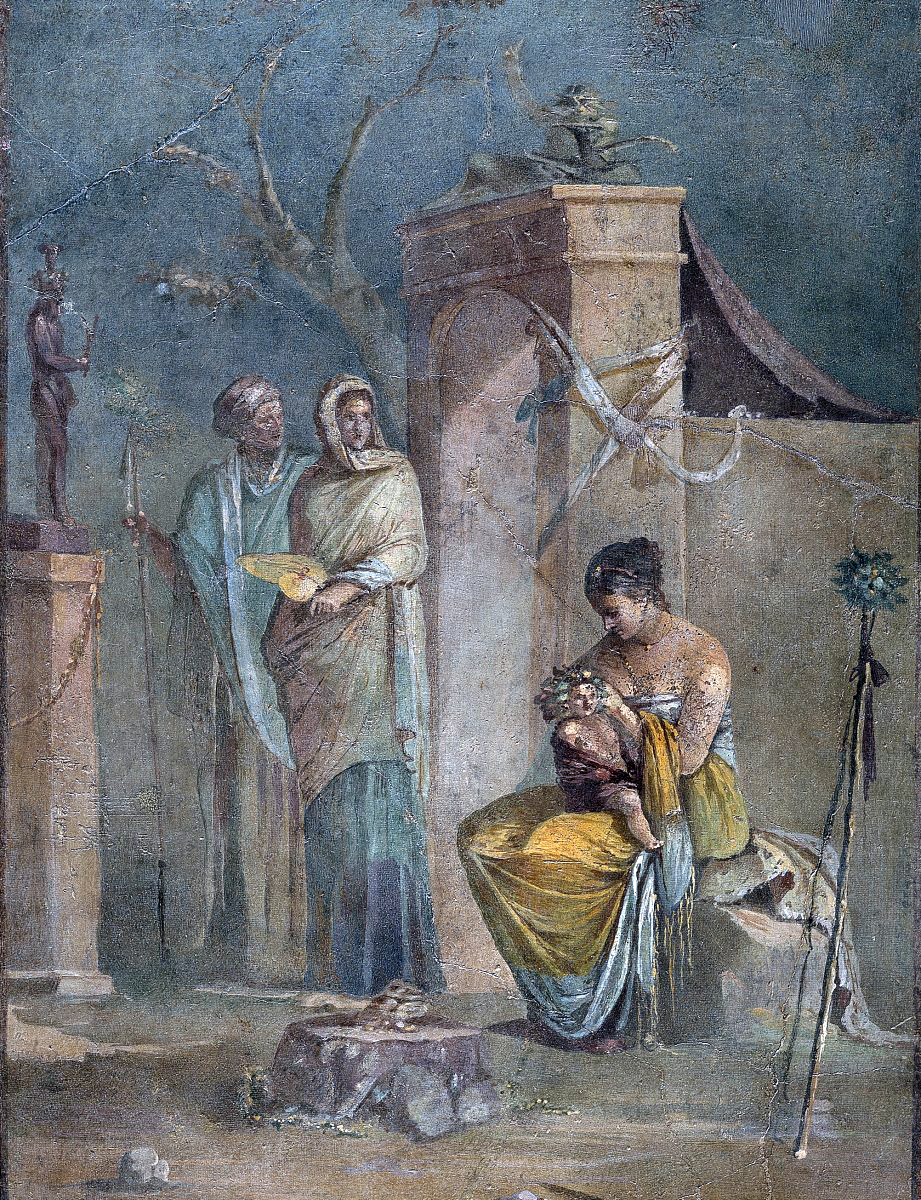
Afresco da iniciação dionísica, cubículo "B".
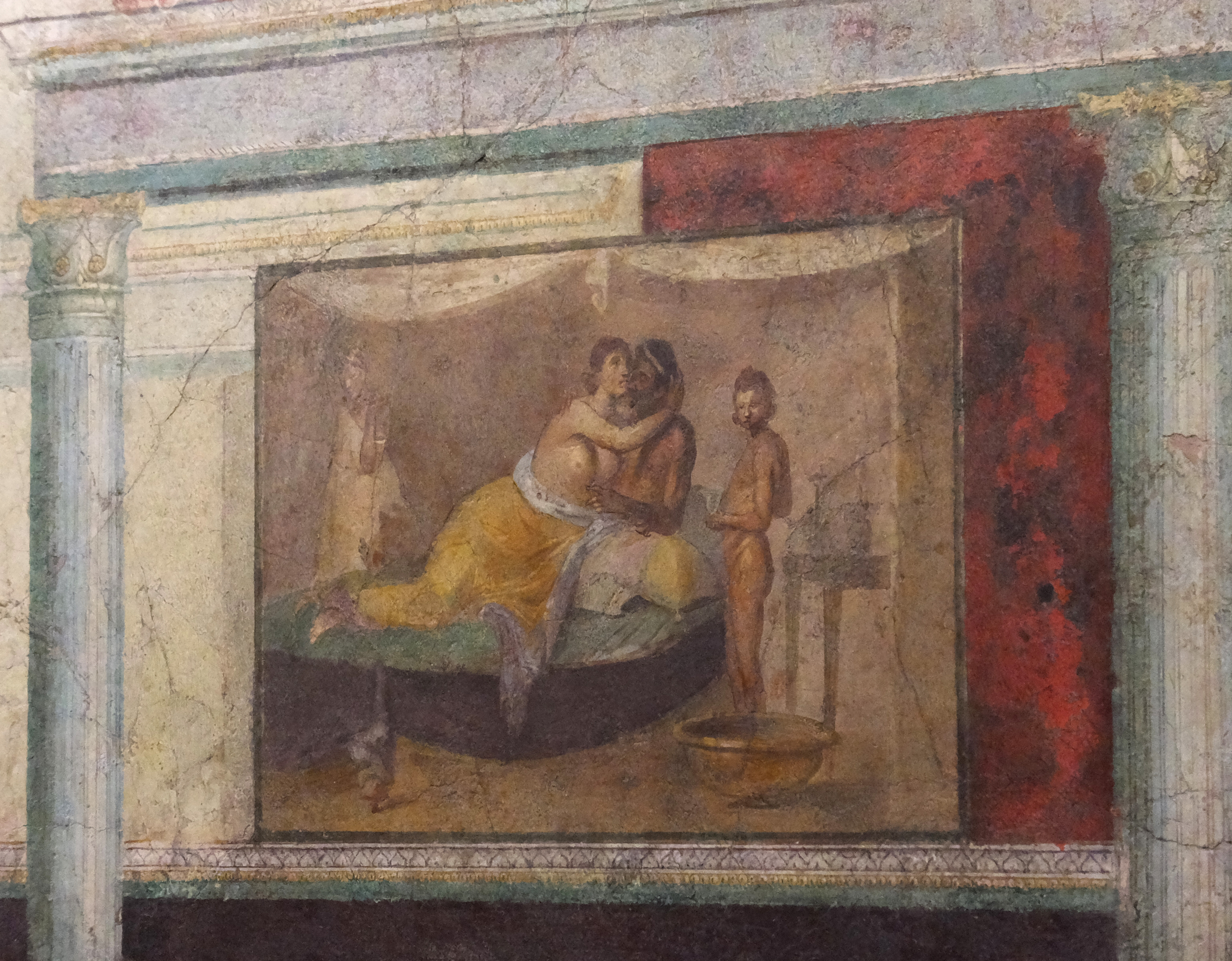
Afresco do cubículo "D".
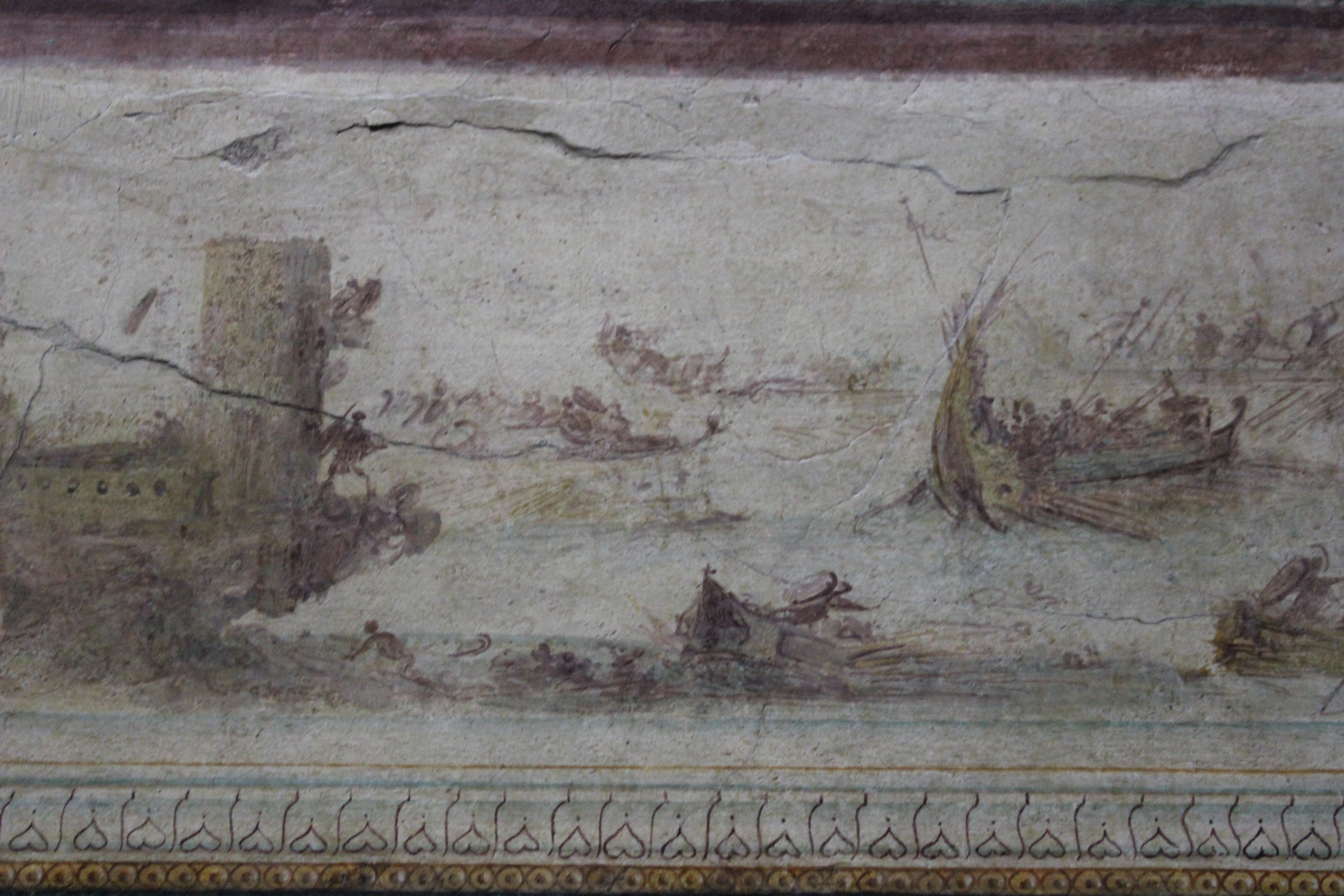
Cena de uma batalha naval, corridor "F-G".
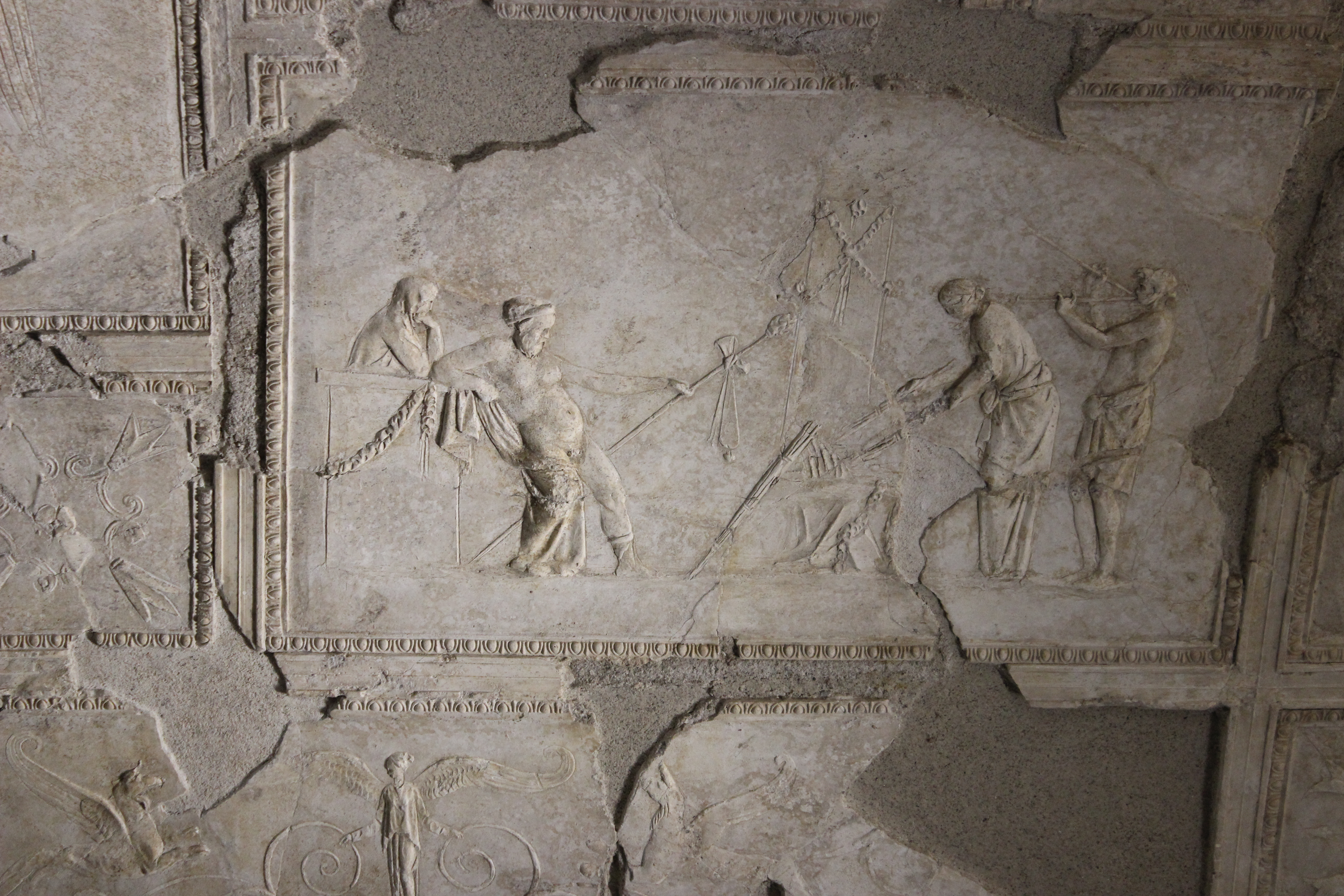
Decoração em estuque.

## Fonte
- Bandinelli, Ranuccio Bianchi; Torelli, Mario (1976). L'arte dell'antichità classica, Etruria-Roma (em italiano). Torino: Utet